# Staffan Abeleen

Staffan Ola Abeleen, född 2 april 1940 i Sollentuna, död 15 september 2008 i Stockholm, var en svensk jazzmusiker (pianist) och orkesterledare. 

## Biografi
Abeleen bildade 1960 en jazzkvintett med Lars Färnlöf, Björn Netz, Sven Skantz och Fredrik Norén. Kvintetten var under det tidiga 1960-talet flitigt anlitad av bland annat Åke Falck och Monica Zetterlund, och turnerade flera gånger framgångsrikt i Europa. I Orkesterjournalens omröstning om bästa jazzorkester 1962 kom Abeleens kvintett trea, efter Arne Domnérus orkester och Radiobandet under Harry Arnold. Under 1970- och 80-talen fortsatte Abeleen att samarbeta med Lars Färnlöf, bland annat i gruppen Sansara tillsammans med Jojje Wadenius, Bernt Rosengren och Fredrik Norén.
Vid sidan av musiken studerade Abeleen pedagogik vid Stockholms universitet, där han 1977 anställdes som amanuens och lärare. Han var senare studierektor och prefekt vid samma lärosäte, och var fortsatt verksam där till sin pensionering 2003.
Staffan Abeleen är begravd på Norra begravningsplatsen utanför Stockholm.

## Diskografi (urval)

### Med Staffan Abeleen Quintet
- Persepolis (Philips, 1964)
- Downstream (Philips, 1966)
- Svit Cachasa, med Lars Färnlöf och Radiojazzgruppen (SR Records, 1973)
- Sweet Alva (Odeon, 1974)